# Il terrore delle Montagne Rocciose
Il terrore delle Montagne Rocciose (Siege at Red River) è un film del 1954 diretto da Rudolph Maté.
È un film western statunitense con Van Johnson, Joanne Dru, Richard Boone e Milburn Stone. È ambientato nel 1864 in Ohio.

## Produzione
Il film, diretto da Rudolph Maté su una sceneggiatura di Sydney Boehm e un soggetto di J. Robert Bren, Gladys Atwater, fu prodotto da Leonard Goldstein per la Panoramic Productions e girato nei RKO-Pathé Studios e a Castle Valley, sul fiume Colorado e a Professor Valley, Moab, Utah, dall'8 settembre al 5 ottobre 1953. I titoli di lavorazione furono  Arapaho Trail e  Gatling Gun. Per il ruolo da protagonista erano stati presi in considerazione Dale Robertson e Tyrone Power.

## Colonna sonora
- Tapioca - musica di Lionel Newman, parole di Ken Darby

## Distribuzione
Il film fu distribuito con il titolo Siege at Red River negli Stati Uniti dal 2 aprile 1954 (première a Omaha il 22 marzo 1954) al cinema dalla Twentieth Century Fox.
Altre distribuzioni:
- in Danimarca l'11 ottobre 1954 (Kampen ved Red River)
- in Finlandia il 25 dicembre 1954 (Hyökkäys Punaisella joella)
- in Portogallo il 17 giugno 1955 (O Último Cerco)
- in Germania Ovest il 15 luglio 1955 (Kampf am roten Fluß)
- in Austria nel novembre del 1955 (Kampf am roten Fluß)
- in Belgio (Le siège de la rivière rouge e De belegering van de rode rivier)
- in Spagna (Asedio en Río Rojo)
- in Brasile (Corações Divididos)
- in Italia (Il terrore delle Montagne Rocciose)
- in Grecia (Ta opla tis ekdikiseos)
- in Svezia (Överfallet vid Röda floden)

## Promozione
Le tagline sono:
- NO GREATER STORY HAS THE WEST TO TELL...NO FIERCER BATTLE HAS THE WEST TO RELIVE!
- Only One Man Could Turn TheTide At Red River! (original print ad)
- THE LAST AND MOST DESPERATE BATTLE IN THE WINNING OF THE WEST
- "...And the two best soldiers in the line that day were the Captain from Georgia and the Yankee Spitfire!" (original print ad)
- THE STORY OF "THE IMMORTALS" WHO TURNED THE TIDE AT RED RIVER!